# 道の駅樹海ロード日高
道の駅樹海ロード日高（みちのえき じゅかいロードひだか）は、北海道沙流郡日高町にある国道274号の道の駅である。
札幌と道東を結ぶ国道274号と、旭川方面と浦河方面を結ぶ国道237号の分岐点にあり、峠の出入り口にあたる場所に位置する。
日勝峠越えの車の休憩地として多くの利用客があったが、2007年から2009年にかけて道東自動車道が延伸し、それに合わせて道道占冠穂別線などが整備されたことで、国道274号を利用する日勝峠越えが減り、本所の利用客も減少した。

## 主な施設
- 駐車場
  - 普通車：133台
  - 大型車：12台
  - 身障者用:2台
- トイレ（いずれも24時間利用可能）
  - 男：大 3器、小 7器
  - 女：8器
  - 身障者用：1器
- 公衆電話：1台
- ふるさと情報コーナー
- 売店
- そば処「そば太郎」
- 喫茶店「らたんどーる」
- 日高山脈博物館 - 日高山脈の自然と登山と地質の博物館

## 休館日
- 年末年始

## アクセス
直接連絡
- 国道274号
- 北海道道847号三岩日高線

間接連絡
- 国道237号

## 周辺
- 日勝峠
- 日高峠
- 日高国際スキー場
- 国立日高青少年自然の家
- 日高町役場日高総合支所